# Alexander Pituk
Alexander Pituk (též Sándor) (26. října 1904 Banská Štiavnica – 30. dubna 2002 tamtéž) byl prvním slovenským mistrem kompozičního šachu, nestorem slovenských šachových skladatelů a dlouhá léta nejlepším skladatelem dvojtahových matů v Československu. V žebříčcích FIDE získal 18,17 bodů.
Pracoval jako truhlář, celý život prožil v Banské Štiavnici, hlásil se však ke svým maďarským kořenům. Jeho bratr Josef Pituk (József Viktorian Pituk 1906–1991) byl v Budapešti známým malířem. Alexander byl jedním ze zakladelů slovenské organizace kompozičního šachu v roce 1952 a jejím čestným předsedou. Uveřejnil 584 šachových skladeb, z nichž 60 získalo ceny na skladatelských turnajích. Byl nositelem titulů zasloužilý mistr sportu a mistr FIDE v kompozičním šachu. FIDE ho odměnilo i titulem Honorary Master of Chess Composition. Do posledních dnů svého života vytvářel šachové skladby a pracoval také jako rozhodčí. Získal také Výroční cenu města Banská Štiavnica za celoživotní dílo.